# 하르샤

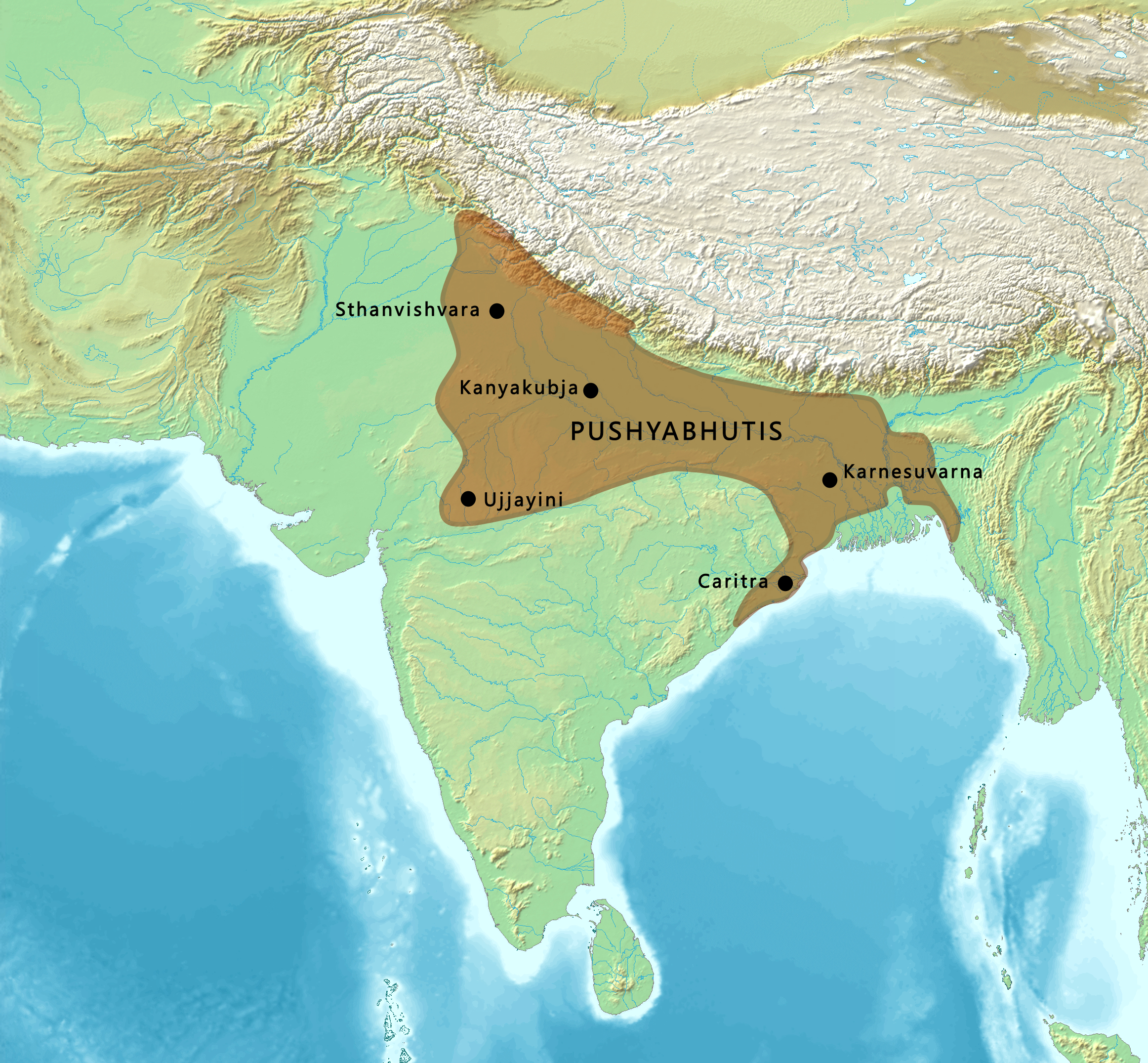
7세기 인도 하르샤 제국.

하르샤(산스크리트어: हर्षवर्धनः, 590년경 ~ 647년경)는 606년부터 647년까지 북인도의 카나우지 왕국을 다스린 푸시야부티 왕조의 황제이다. 그는 알촌 훈족의 침입자들을 무찌른 프라바카라바르다나의 아들이며, 타네사르의 왕 라지야바르다나 2세의 동생이다. 그는 카나우지 왕국의 가장 위대한 왕 중 한 명이었으며, 그의 치하에서 카나우지 왕국은 북인도의 광대한 영역으로 확장되었다.
하르샤의 권력이 최고조에 달했을 때, 그의 영토는 나르마다강을 남쪽 경계로 하여 인도 북부와 북서부의 대부분을 차지했다. 그는 결국 칸야쿠브자(오늘날의 카나우지)를 제국의 수도로 만들었고, 서기 647년까지 제국을 통치했다.  하르샤는 남인도에도 제국을 확장하려고 했지만, 찰루키아 왕조의 풀라케신 2세 황제에게 패배했다.
만연했던 평화와 번영은 그의 궁정을 세계주의의 중심지로 만들었고 학자들, 예술가들과 종교적 방문객들을 멀리서 끌어 모았다. 당나라의 승려이자 여행가인 현장은 하르사의 궁정을 방문하여 그의 정의와 관대함을 칭찬하며 (실라디티야로서) 그에 대해 매우 호의적인 글을 썼다. 산스크리트 시인 바나바타가 쓴 그의 전기 하르샤차리타("하르사의 생애")는 스타네스바라와의 연관성 외에도 성벽과 해자, 그리고 2층짜리 다발라그리하 (하얀 저택)가 있는 궁전에 대해 언급하고 있다.

## 생애

### 어린 시절

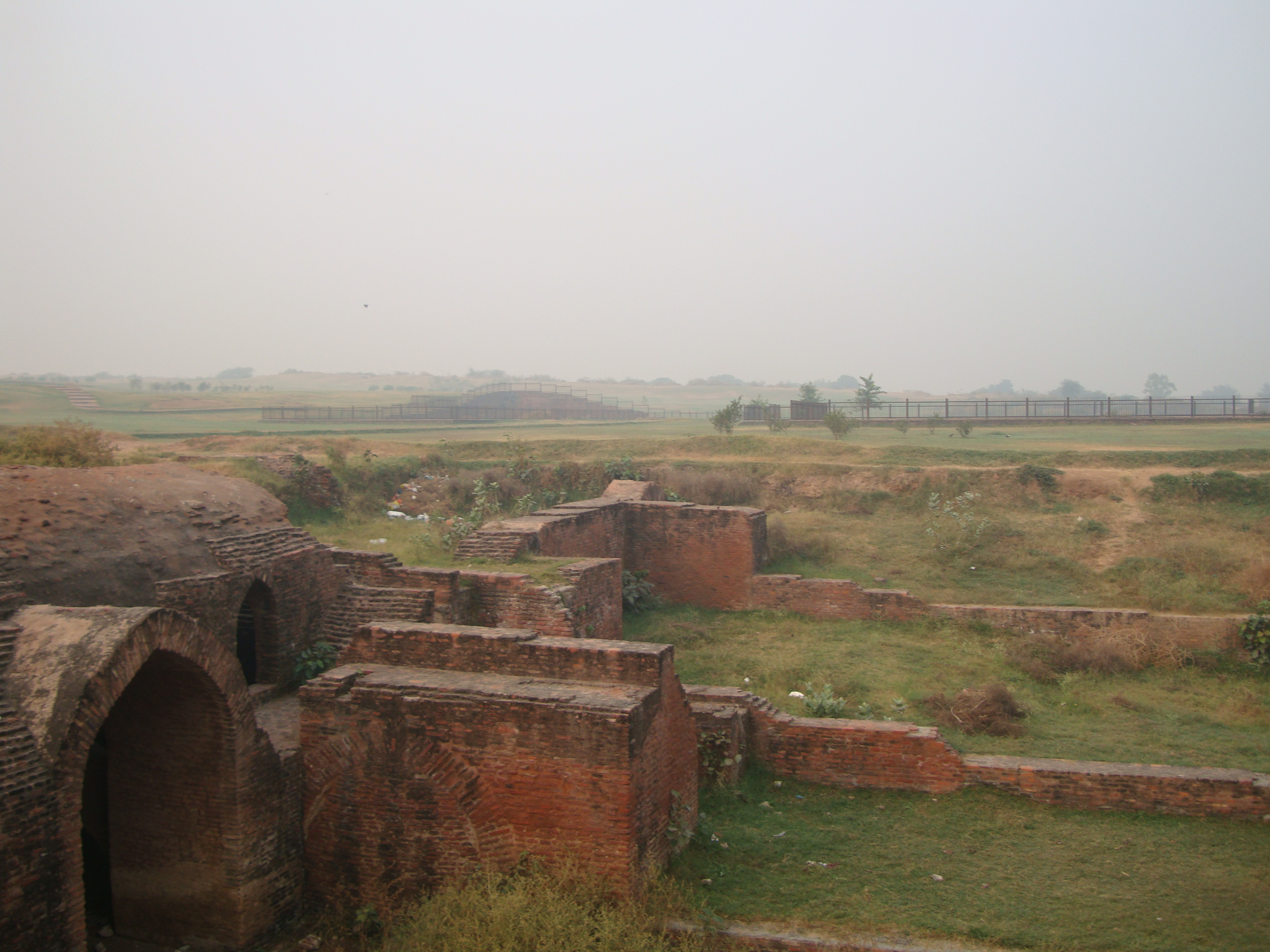
1km에 걸쳐 펼쳐진 "하르쉬 카 틸라" 마운드 지역의 궁전 유적.

하르샤의 청년기에 대한 많은 정보는 바나바타의 이야기에서 나온다. 하르샤는 타네사르의 왕 프라바카라바르다나의 둘째 아들이었다. 6세기 중반 굽타 제국의 몰락 이후, 북인도는 몇 개의 독립적인 왕국들로 나뉘었다. 인도 아대륙의 북부와 서부 지역은 12개 이상의 봉건 국가들의 손에 넘어갔다. 바르하나 가문에 속했던 스탄베스바라의 군주 프라바카라바르다나는 인근 국가들에 대한 그의 지배를 확장했다. 프라바카라바르다나는 스탄베스바라에 수도를 둔 바르다나 왕조의 첫 번째 군주였다. 605년 프라바카라바르다나가 죽은 후, 그의 장남 라지야바르다나 2세가 왕위에 올랐다. 하르샤바르다나는 라지야바르다나 2세의 동생이었다. 이 같은 계통의 왕들의 시기는 많은 출판물에서 바르다나 왕조로 언급되었다.
현장의 방문 당시 카냐쿱자는 인도에서 가장 강력한 주권자인 하르샤바르다나의 제국 수도였다.
K.P. 자이스왈은 『인도 제국사』에서 7~8세기 불교 문헌인 대방광보살장문수사리근본의궤경에 따르면 하르샤는 비슈누 왕(바르다나)의 아들이며 그의 가족은 바이샤 바르나 출신이라고 말한다. 이것은 더 많은 작가들에 의해 뒷받침된다.

### 왕자 시절

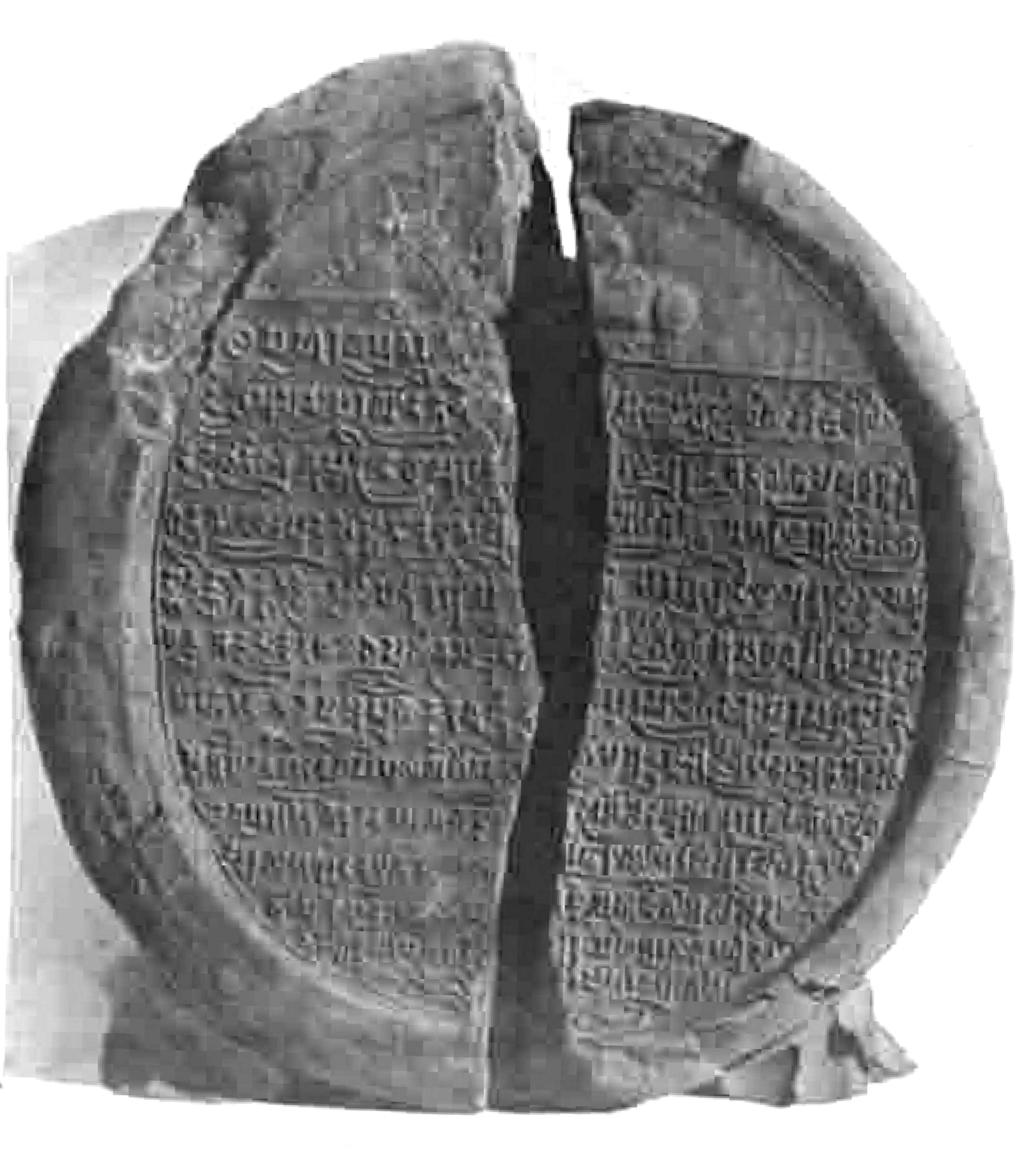
날란다에서 발견된 하르샤바르다나의 인장.

하르샤의 누이 라지야스리는 마우카리 왕조 치하의 카나우지 국왕 그라하바르만과 결혼했다. 이 왕은 몇 년 후 말와 국왕 데바굽타에게 패배하여 죽임을 당했고, 그가 죽은 후 라지야스리는 승자에게 붙잡혀 투옥되었다. 하르샤의 동생이자 당시 스타네스바라 왕이었던 라자바르다나는 여동생과 가족에 대한 모욕을 받아들일 수 없었다. 그래서 그는 데바굽타에게 진군하여 그를 물리쳤다. 그러나 벵골의 가우다 국왕 샤샹카는 라지야바르다나의 친구로 마가다에 들어갔지만 말와 국왕과 비밀리에 동맹을 맺었으며, 라지야바르다나를 배신하고 살해했다. 그 동안 라지야스리는 숲으로 탈출했다. 형의 살해 소식을 듣고 하르샤는 즉시 배신자 가우다 국왕을 상대로 진군하기로 결심했지만 이 원정은 결정적이지 않았고 그가 돌아선 지점을 넘어 섰다. 하르샤는 16세의 나이에 왕위에 올랐다. 그의 첫 번째 임무는 여동생을 구출하고 형과 처남이 살해당한 것에 대한 복수를 하는 것이었다. 그는 여동생이 자살하려던 순간에 여동생을 구해냈다.

### 치세
이전 굽타 제국의 멸망 이후 북인도가 굽타 통치자들이 다스리는 작은 공화국들과 작은 군주국들로 돌아가자, 606년 4월에 열린 집회에서 그들의 대표들은 하르샤를 황제로 추대했고, 그에게 마하라자디라자라는 칭호를 주었다. 하르샤는 북인도 전역을 그의 통치하에 올려놓은 제국을 세웠다. 만연했던 평화와 번영은 그의 궁정을 세계시민주의의 중심지로 만들었고, 멀리서 학자들, 예술가들 그리고 종교적인 방문객들을 끌어들였다. 당나라의 승려 현장은 하르사의 황궁을 방문했고, 그의 정의와 너그러움을 칭찬하며 그에 대한 매우 호의적인 기사를 썼다.
풀라케신 2세는 618년에서 619년 겨울에 나르마다 강둑에서 하르샤가 이끄는 침공을 격퇴했다. 그리고 풀라케신은 하르사와 조약을 맺었고, 나르마다강은 찰루키아 제국과 푸슈야부티 제국 사이의 국경으로 지정되었다.
현장은 이 사건을 다음과 같이 설명한다.
"자신감에 찬 실라디티야라자(즉, 하르샤)는 이 제후(즉, 풀라케신)와 싸우기 위해 군대의 선두로 진군했지만, 그는 그를 제압하거나 토벌할 수 없었다."

하르샤의 통치 기간 동안 바르다나 왕조의 지리적 경계는 북쪽의 네팔에서 남쪽의 나르마다강까지, 그리고 동쪽의 아삼에서 서쪽의 구자라트까지 퍼져나갔다. 그는 카마루파의 왕 바스카라바르만과 우호적인 관계를 맺고, 당나라에 사신을 보내 우호적인 관계를 맺었다. 하르샤는 칸야쿠브자에 제국의 수도를 건설했다. 그는 제국 수입의 상당 부분을 신하들의 복지에 사용하거나, 매 5년마다 재산을 기부하곤 했다.
하르샤는 647년에 후사를 남기지 않은 채로 사망했으며, 하르샤 사후 그의 대신이었던 아루나스바가 카나우지의 왕위를 찬탈하였다. 그가 죽은 뒤 1년 뒤인 648년, 당나라의 황제 태종은 하르사가 당나라에 사신을 보내자 그에 대한 답례로 왕현책을 인도로 보냈다. 그러나 왕현책은 인도에 도착하자마자 하르샤가 죽었다는 사실을 알게 되었고, 새로 즉위한 아루나스바에게 공격을 받았다. 이에 왕현책은 토번으로 탈출한 후 7,000명 이상의 네팔 기마 보병과 1,200명 이상의 토번 보병으로 구성된 합동 원정대를 이끌고 6월 16일 인도 국가를 공격했으며, 이 공격이 성공하면서 왕현책은 "조산대부"에 배수되었다. 그는 또한 당나라에 보고된 불교 유물도 확보했다. 왕현책 휘하의 네팔과 토번 군대가 마가다에서 2,000명의 포로를 사로잡아 끌고갔다. 티베트어와 중국어 문헌에는 왕현책이 토번 병사들과 함께 인도를 급습한 내용이 기록되어 있다. 당시 네팔은 토번의 송첸캄포에 의해 정복된 상태였다. 포로 중에는 인도인인 척하는 사람도 있었다. 전쟁은 649년에 일어났다. 태종의 무덤에는 인도인인 척하는 동상이 있었다. 가장한 사람의 이름은 중국 기록에 "나푸티오롤나슈엔"으로 기록되어 있다. (디나푸디는 아마도 티라부크티를 가리키는 것으로 추정한다)

## 종교 정책

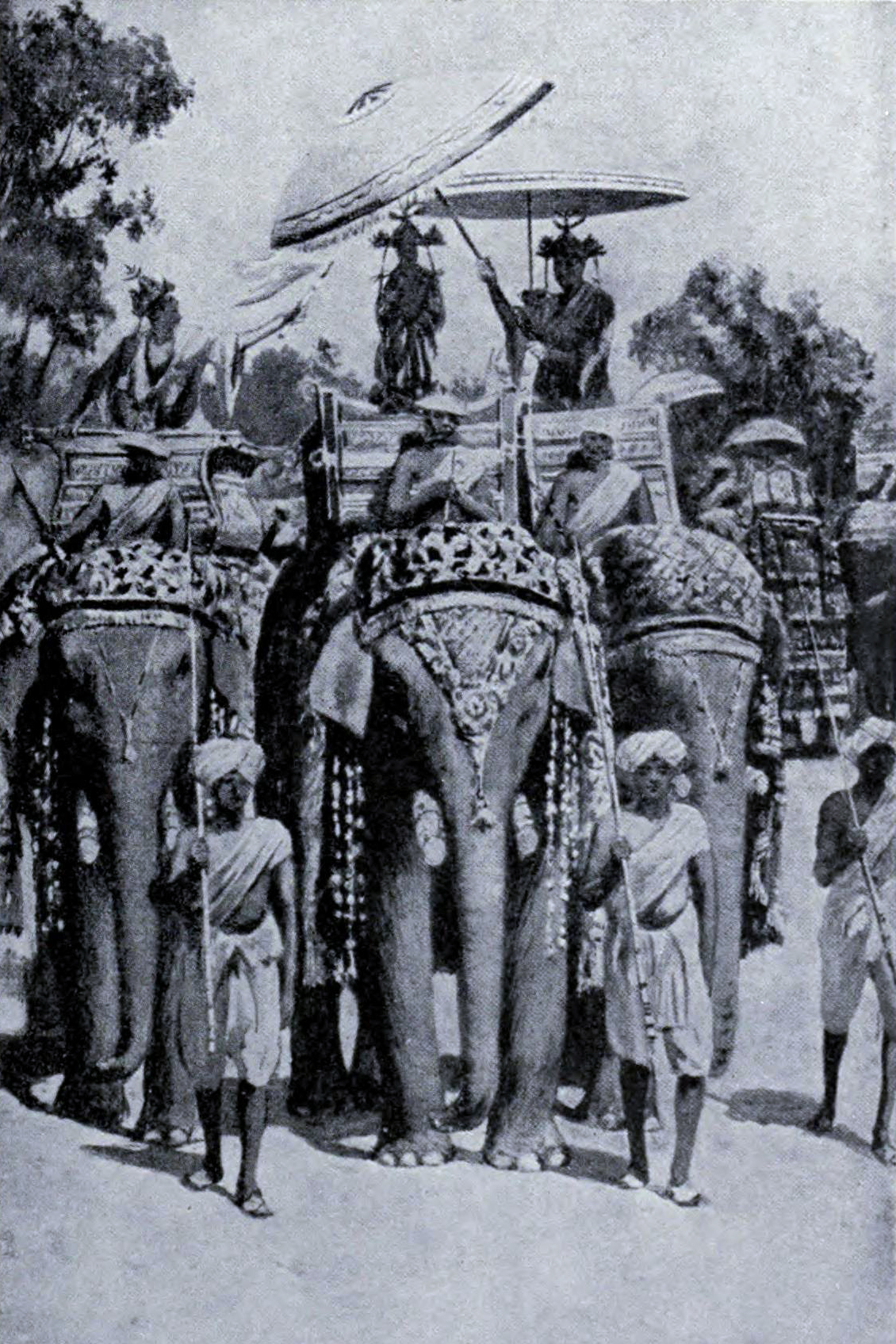
20세기 예술가의 상상력, "하르샤왕이 부처님께 경의를 표한다"

다른 많은 고대 인도의 통치자들처럼, 하르샤는 그의 종교적인 관점과 수행에 있어서 절충적인 입장을 취했다. 그의 인장들은 그의 조상들을 힌두교의 태양신인 수리야를 숭배하는 사람들로, 그의 형을 불자로, 그리고 그 자신을 시바파 힌두교도로 묘사한다. 그의 토지 보조금 비문들은 그를 파라마헤슈바라 (시바의 최고로 열성적인 신봉자)로 묘사한다. 그의 궁정 시인 바나 또한 그를 시바파 힌두교도로 묘사한다.
하르샤의 희곡 <나가난다>는 지무타바하나보살의 이야기를 다루고 있으며, 서두의 발원 구절은 석가모니불에게 바쳐진 것으로 마라를 정복하는 행위를 묘사하고 있다(이 두 구절은 티베트어로 번역된 *마라지트 스토트라는 이름으로도 따로 보존되어 있다). 시바의 배우자 가우리는 극에서 중요한 역할을 하며, 그녀의 신성한 힘을 사용하여 영웅을 부활시킨다.
당나라 승려 현장에 따르면 하르샤는 독실한 불교 신자였다. 현장은 하르샤가 식용으로 동물을 도살하는 것을 금지하고 석가모니가 방문한 곳에 승원을 세웠다고 말한다. 그는 갠지스강 유역에 100피트 높이의 스투파 수천 개를 세웠고, 인도 전역의 고속도로에 여행자와 가난한 사람들을 위한 호스피스들을 세웠다. 그는 매년 세계적인 석학들의 모임을 조직하고 이들에게 자선 기금을 수여했으며, 5년마다 모크샤라는 큰 집회를 열었다. 현장은 또한 칸야쿠브자에서 하르샤가 주최한 21일간의 종교 축제를 묘사하고 있는데, 이 축제 기간 동안 하르샤와 그의 신하 왕들은 실물 크기의 황금 불상 앞에서 매일 의식을 거행했다.
하르샤는 본인의 기록에서 자신을 시바파 힌두교도로 묘사하고 있기 때문에 그의 생애 후반에 불교로 개종했을 가능성이 높다. 현장조차도 하르샤가 불교 승려뿐만 아니라 모든 종교의 학자들을 후원했다고 말한다. S. R. 고얄과 S. V. 소호니 같은 역사가들에 따르면, 하르샤는 개인적으로 시바파 힌두교도였으며 불교도들에 대한 그의 후원은 현장이 그를 불교도로 묘사하도록 오도했다.

## 문학적 기량
하르샤는 세 편의 산스크리트 희곡인 라트나발리, 나가난다, 프리야다르시카의 작가로 널리 알려져 있다. 일부에서는 (카비야프라카샤의 맘마타처럼) 하르샤의 궁정 시인 중 한 명인 다바카가 유료 의뢰를 받고 희곡을 썼다고 믿지만, 웬디 도니거는 "하르샤 왕이 실제로 이 희곡들을 직접 썼다고 확신한다"고 말한다.

## 같이 보기
- 인도의 역사

## 추가 읽기
- Reddy, Krishna (2011), Indian History, Tata McGraw-Hill Education Private Limited, New Delhi
- Price, Pamela (2007), Early Medieval India, HIS2172 - Periodic Evaluation, University of Oslo
- "Conquests of Siladitya in the south" 보관됨 27 10월 2014 - 웨이백 머신 by S. Srikanta Sastri